# Joseph Strickland
Joseph Edward Strickland (ur. 31 października 1958 we Fredericksburgu w stanie Teksas) – amerykański duchowny katolicki, biskup Tyler w latach 2012–2023.

## Życiorys

### Młodość
Urodził się 31 października 1958 roku we Fredericksburgu w stanie Teksas, jako szóste dziecko Raymonda i Moniki Strickland. W 1959 rodzina przeprowadziła się do Texarkana, a w 1963 do Atlanty. Rodzice Stricklanda byli tam współzałożycielami parafii pw. św. Katarzyny ze Sieny, w której kościele parafialnym służył jako ministrant. W 1977 ukończył szkołę Atlanta High School, po czym wstąpił do Seminarium Świętej Trójcy oraz rozpoczął edukację na University of Dallas w Irving. W 1981 uzyskał tytuł licencjata z filozofii i kontynuował naukę w Seminarium Świętej Trójcy, gdzie w 1985 uzyskał tytuł magistra teologii.

### Prezbiterat
Święcenia kapłańskie otrzymał 1 lipca 1985 z rąk bp. Thomasa Tschoepego i służył początkowo w diecezji Dallas jako wikariusz w parafii Niepokalanego Poczęcia NMP w Tyler. W roku 1986 inkardynowany do nowo powstałej diecezji Tyler. Pełnił funkcje m.in. notariusza diecezjalnego oraz dyrektora kurialnego wydziału ds. powołań. W roku 1994 uzyskał licencjat z prawa kanonicznego na Katolickim Uniwersytecie Ameryki. W latach 1994–2010 rektor katedry diecezjalnej i wikariusz sądowy. W 1996 roku papież Jan Paweł II nadał mu godność honorową prałata. Od 2010 wikariusz generalny diecezji. W 2011 został delegatem administratora apostolskiego diecezji Tyler (bpa Álvaro Corrada del Rio) w okresie sede vacante.

### Episkopat
29 września 2012 papież Benedykt XVI mianował go biskupem diecezjalnym Tyler. Sakry biskupiej udzielił mu 28 listopada 2012 kardynał Daniel DiNardo.
W 2018 roku zabrał głos w sprawie listów abp. Carla Marię Vigano dotyczących funkcjonowania lobby homoseksualnego w Kościele, domagając się od papieża Franciszka śledztwa w tej sprawie.
Reprezentuje przekonania ultrakonserwatywne, jest zwolennikiem byłego prezydenta USA Donalda Trumpa, krytykuje działania Franciszka, o którym wyraził się w maju 2023 r., że [papież Franciszek] „podważa depozyt wiary”. Krytycznie odnosi się do papieskich starań o uczynienie Kościoła bardziej przyjaznym dla środowisk LGBT, oraz przekazaniu osób świeckich większych uprawnień w strukturach Kościoła. Podważa też ustalenia Synodu o Synodalności. Publicznie krytykował  Franciszka w związku z jego stanowiskiem m.in. w sprawie aborcji, praw osób transpłciowych i małżeństw osób tej samej płci. Sugerował, że zmiany w Kościele doprowadzą do schizmy, a ci którzy poszukują zmian są prawdziwymi schizmatykami. W październiku 2023 r. w liście do diecezjan napisał, że do nauczania Kościoła „wtargnęło (...) złe i fałszywe przesłanie”.
11 listopada 2023 papież Franciszek po śledztwie dotyczącym zarządzania finansami diecezji, odwołał go z urzędu biskupa diecezjalnego Tyler i mianował biskupa Joe Vásqueza, biskupa Austin, administratorem apostolskim diecezji Tyler.